# Alyxia spicata
Alyxia spicata är en oleanderväxtart som beskrevs av Robert Brown. Alyxia spicata ingår i släktet Alyxia och familjen oleanderväxter. Inga underarter finns listade i Catalogue of Life.